# Maria Ausiliatrice

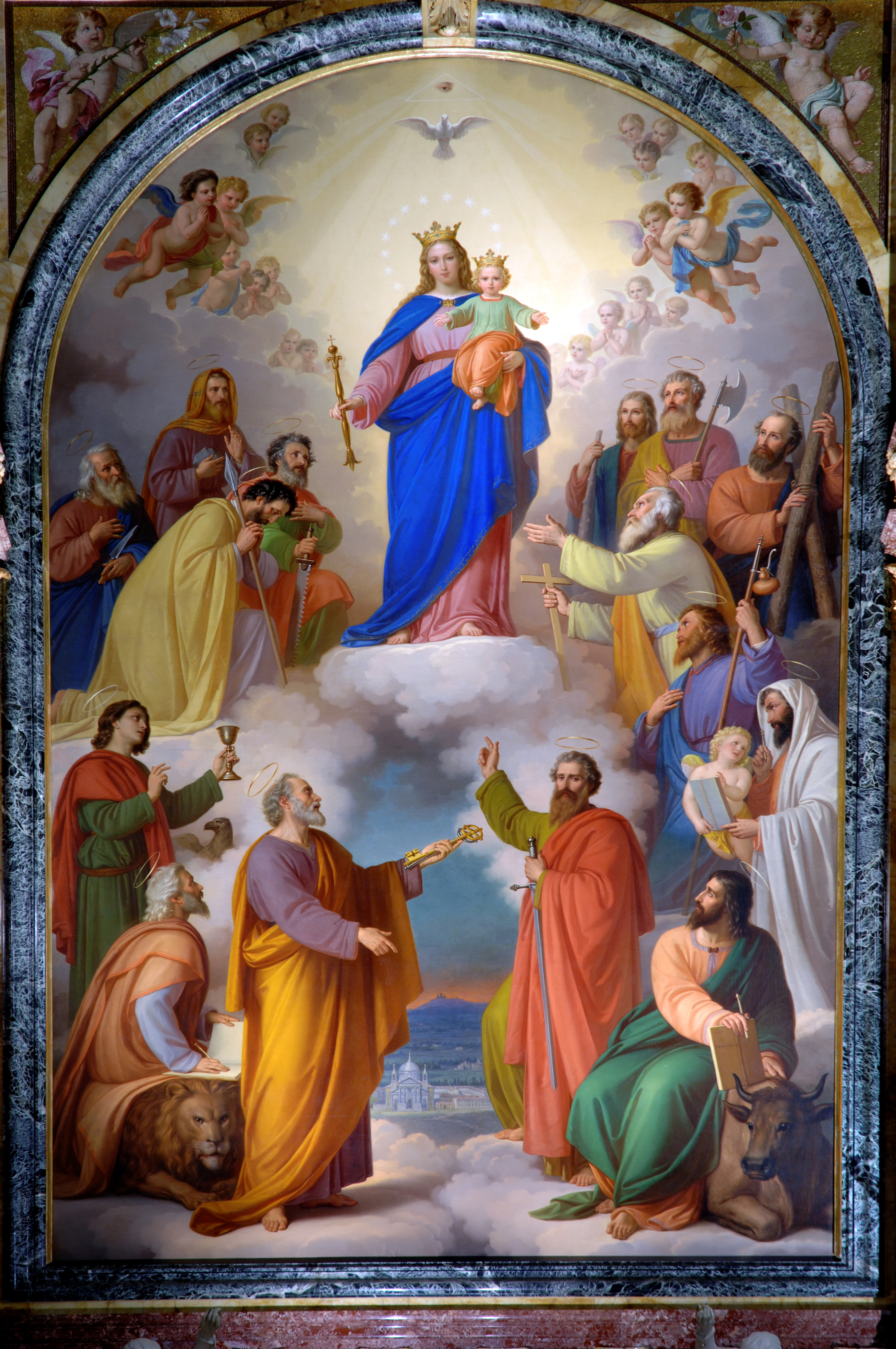
Maria Ausiliatrice nella pala d'altare commissionata da don Giovanni Bosco a Tommaso Lorenzone, 1867 circa, Torino

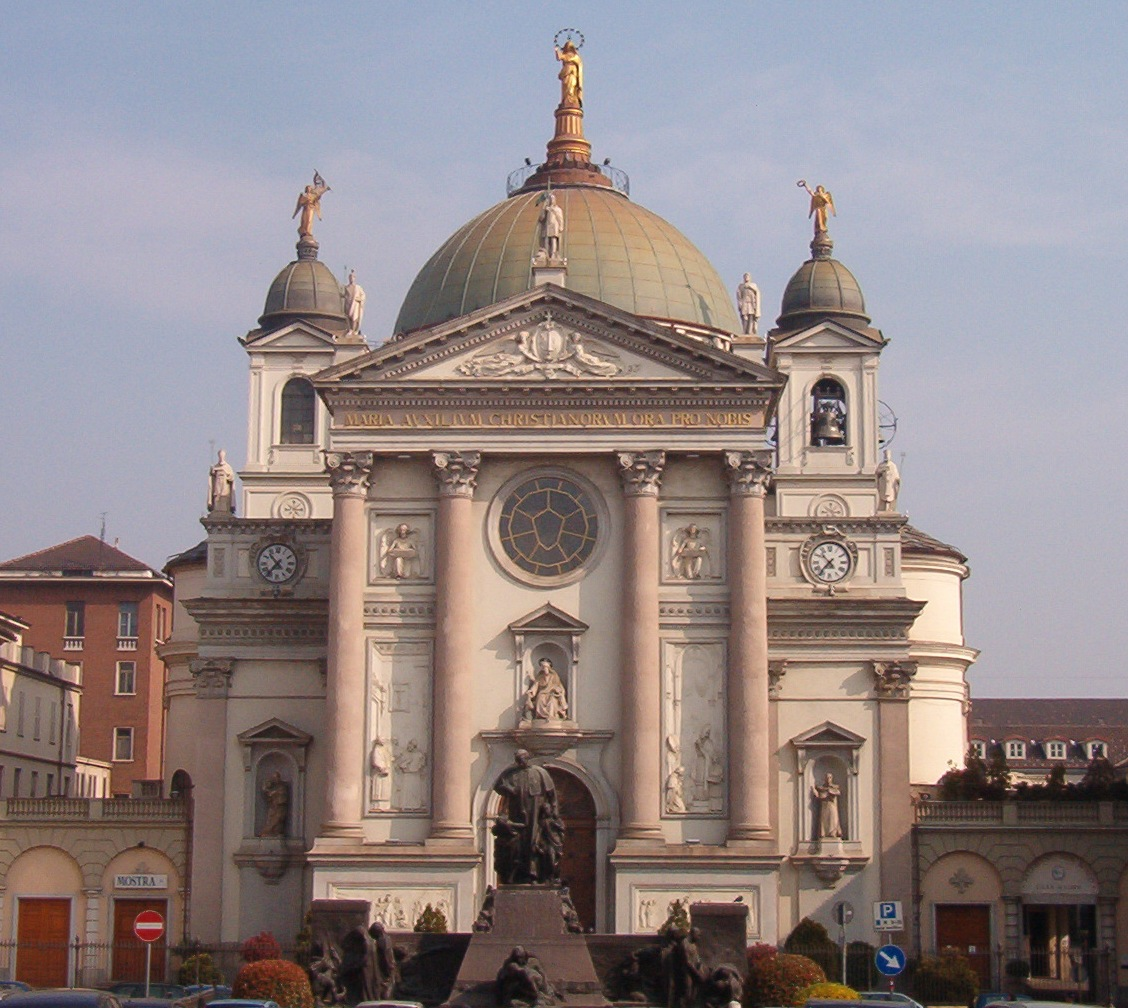
Santuario di Maria Ausiliatrice a Torino. Sulla cupola si nota una statua dedicata a Maria Ausiliatrice.

Ausiliatrice (oppure Aiuto dei cristiani; in latino Auxilium christianorum) è uno dei titoli con cui viene invocata Maria.

## Origini
L'invocazione Auxilium christianorum, ora pro nobis appare, per la prima volta, nella versione delle litanie lauretane pubblicata nel 1576 e approvata da Papa Clemente VIII nel 1601; essa era assente nella versione più antica, risalente al 1524. Secondo la tradizione tale invocazione fu aggiunta da San Pio V dopo la vittoria riportata dalla Lega santa sugli ottomani a Lepanto (7 ottobre 1571), probabilmente come variante del titolo Advocata christianorum che si trova nell'edizione del 1524.
Il titolo (insieme a quelli di Avvocata, Soccorritrice e Mediatrice) è anche utilizzato nella costituzione dogmatica sulla Chiesa Lumen Gentium del 1964.

## Festa
La festa di "Maria Aiuto dei cristiani" fu istituita dal papa Pio VII il 15 settembre 1815 e fissata al 24 maggio in ricordo del suo trionfale rientro a Roma (24 maggio 1814) dopo la prigionia sotto Napoleone a Fontainebleau. In origine la festa era limitata alla Chiesa di Roma, ma fu presto adottata dalle diocesi toscane (1816) e poi estesa alla Chiesa universale.

## Don Bosco e l'Ausiliatrice
La propagazione della devozione a Maria Ausiliatrice è da attribuire a Giovanni Bosco, che la scelse come patrona principale della famiglia salesiana e delle sue opere: nel 1862 iniziò a edificare nel rione Valdocco di Torino una basilica dedicata all'Ausiliatrice, consacrata il 27 ottobre 1868. Una nuova chiesa dedicata all'Ausiliatrice fu edificata per i salesiani sulla via Tuscolana a Roma nel 1932: fu elevata al grado di basilica e fu eretta in diaconia nel 1967.

## Congregazioni dell'Ausiliatrice
A Maria Ausiliatrice don Bosco intitolò anche la congregazione di suore da lui fondata insieme con Maria Domenica Mazzarello; all'Ausiliatrice sono intitolate anche le congregazioni di Castelnaudary in Francia, fondata da Maria Teresa de Soubiran La Louvière, del Buon Soccorso, di Shillong in India, voluta da un vescovo missionario salesiano, e di Chone in Ecuador, istituita da Maria Bernarda Bütler.

## Iconografia
L'iconografia dell'Ausiliatrice è basata sulla pala dell'altare maggiore realizzata per la basilica di Valdocco da Tommaso Lorenzone secondo i dettami di don Bosco: la Madonna è rappresentata stante, in tunica rossa e mantello blu, con il bambino Gesù nel braccio sinistro e lo scettro nel pugno destro, capelli sciolti, corona sormontata da una stella e capo circondato da un'aureola di dodici stelle; l'immagine è talvolta associata a scene degli episodi della storia della Chiesa tradizionalmente attribuiti all'intervento di Maria (battaglia di Lepanto, assedio di Vienna, liberazione di Pio VII).

## Culto
Maria Ausiliatrice è patrona di diverse nazioni: Polonia (di cui è patrona anche col titolo di Regina della Polonia), Argentina (di cui lo è anche col titolo di Nostra Signora di Luján), Slovenia (nella locale "variante" di Madonna di Brezje), Australia, Cina.